# 남산역 (김천)
남산역(南山驛)은 경상북도 김천군(현 김천시) 어모면 남산리에 있었던 경북선의 역이다. 가정거장으로 영업을 개시하였다가 1927년 1월 1일에 폐지되었다.

## 연혁
- 1926년 5월 14일 : 가정거장으로 영업 개시[1]
- 1927년 1월 1일 : 폐지[1]